# Fricativa alveolare sorda
La fricativa alveolare sorda è una consonante fricativa molto frequente in numerose lingue, che in base all'alfabeto fonetico internazionale è rappresentata col simbolo [s].
Nell'ortografia dell'italiano, tale fono è rappresentato con la lettera S.

## Caratteristiche
La consonante fricativa alveolare sorda presenta le seguenti caratteristiche:
- il suo modo di articolazione è fricativo, perché questo fono è dovuto alla frizione causata dal passaggio ininterrotto di aria attraverso un restringimento del cavo orale;
- il suo luogo di articolazione è alveolare, perché nel pronunciare questo suono la lingua si avvicina agli alveoli;
- è una consonante sorda, in quanto tale suono viene prodotto senza l'intervento vibratorio delle corde vocali.

Nella fonologia generativa tale fonema è formato dalla sequenza dei tratti: +consonantico, -nasale, -compatto, -grave, -sonoro, +continuo.

## In italiano
In italiano tale fono è un fonema; si trova per esempio in sole [ˈsoːle], e nella pronuncia tradizionale (o toscana) di casa, cioè [ˈkaːsa]. Nell'Italia settentrionale, è relativamente raro l'utilizzo di questo fono in posizione intervocalica, dove nella maggior parte dei vocaboli viene sostituito dalla corrispondente consonante sonora [z] (per cui avremo [ˈkaːza] anziché [ˈkaːsa]); nell'Italia meridionale, al contrario, è del tutto assente il fono [z] in posizione intervocalica, sicché avremo [s] anche laddove [z] è previsto dalla fonologia standard dell'italiano: uso [ˈuːso].
Si ha sempre [s] in posizione iniziale di parola davanti a vocale (ad esempio in sei [ˈsɛi]) e in qualsiasi posizione davanti a consonante sorda (ad esempio in spendere [ˈspɛndere]), mentre davanti a una consonante sonora si ha sempre [z] (ad esempio in snello [ˈznɛlːo]).

## Altre lingue

### Francese
In lingua francese tale fono è reso con la grafia ⟨s⟩ oppure ⟨c⟩ davanti a e, i, y (davanti ad a, u, o con ⟨ç⟩):
- six "sei" [sis]
- ceci "questo" [səˈsi]
- façade "facciata" [faˈsad]
- leçon "lezione" [ləˈsɔ̃]

### Spagnolo
In lingua spagnola tale fono è reso con la grafia ⟨s⟩ (negli accenti con seseo anche da ⟨z⟩ e ⟨c⟩ + e, i):
- seis "sei" [ˈseis]
- saltador [saltaˈðor]

### Inglese
In lingua inglese tale fono è reso con la grafia ⟨s, ss⟩ o ⟨c⟩ + e, i, y:
- six "sei" [sɪks]
- sand "sabbia" [sænd]

### Tedesco
In lingua tedesca tale fono è reso con la grafia ⟨ss, ß⟩:
- Fuß "piede" [fuːs]
- bis "fino a" [bɪs]

### Ceco
In lingua ceca tale fono è reso con la grafia ⟨s⟩ e da ⟨z⟩ a fine parola:
- svět "mondo" [svjɛt]

### Basco
In lingua basca tale fono è reso con la grafia ⟨s⟩ o ⟨z⟩ (che ne rappresentano due distinte varianti): 
- zu "tu" [s̻u]
- su "fuoco" [s̺u]

### Greco
In lingua greca moderna tale fono è reso ⟨σ, ς⟩ nell'alfabeto greco, salvo quando è seguita da una consonante sonora:
- σκεπτικός (traslitterato skeptikós) "pensieroso, riflessivo, meditabondo, scettico" [sceptiˈkɔs]

In greco antico ha la stessa distribuzione:
- σάκκος (traslitterato sàkkos) "sacco"

### Giapponese
In lingua giapponese:
- 複数形 (traslitterato fukusūkei) "plurale" [ɸɯkɯsɯːkeː]

### Arabo
In arabo tale fono è reso con la lettera ⟨ﺱ⟩.

### Ebraico
In ebraico tale fono è reso con la lettera ⟨ס⟩ e con la lettera ⟨שׂ⟩, che nella lingua moderna vengono pronunciate allo stesso modo.